# Лопата

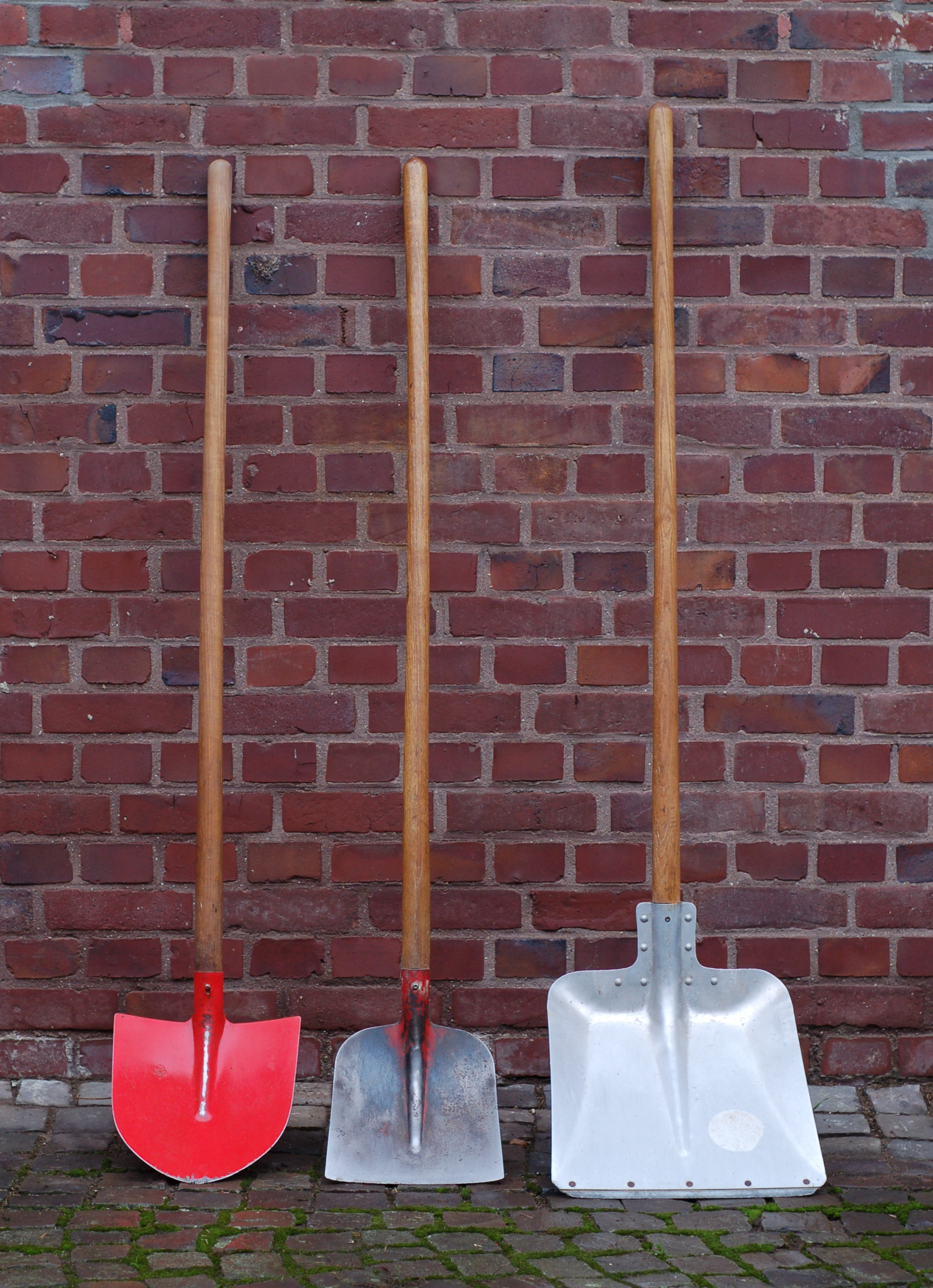
Три види совкових лопат

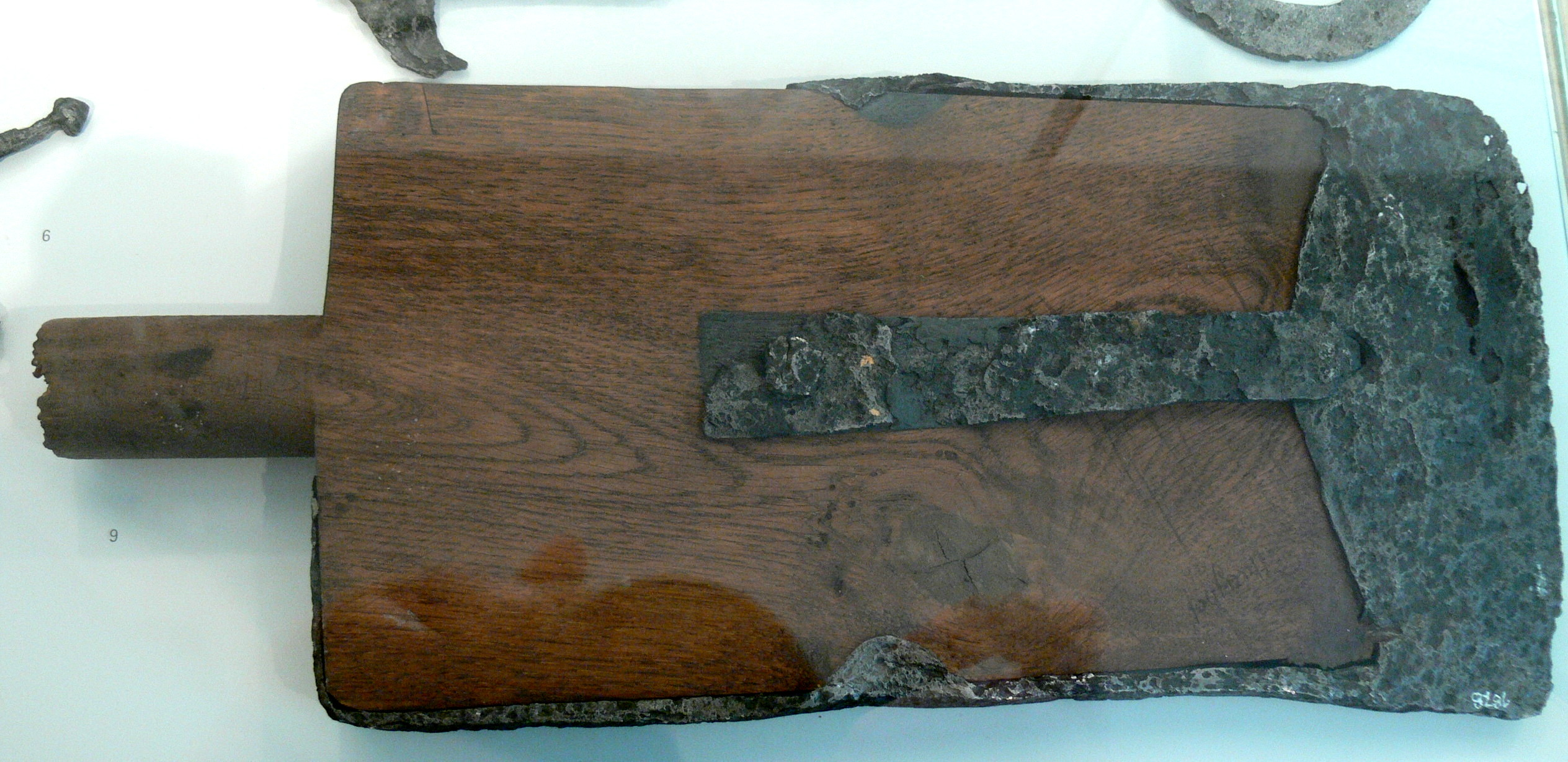
Давньоримська дерев'яна лопата. Археологічний музей Гунценгаузена, Баварія, Німеччина

Лопата, діал. шу́фля (переважно про совкову — від нім. Schaufel) — пристрій для ручного копання ґрунту або роботи з сипкими матеріалами. Складається з держака (звичайно дерев'яного, інколи — з інших матеріалів) та металевого леза. Лопати застосовуються для розкопування ям, перенесення сипких матеріалів, для розчищення. Уживають лопату і як холодну зброю.

## Походження слова
Загальнослов'янське слово «лопата» походить від прасл. *lopata, яке споріднене з лит. lopetà, латис. lāpusta, lãpsta і прус. lopto (всі означають «лопата»). Пов'язане за походженням з коренем *lopъ, від якого також походять слова «лапа», «лапатий», «лопать», «лопух», «лопотати». Буквальне значення — «широка» (пор. «широка, мов лопата»).
Лопату також називають копачем, копаницею, невеликий заступ або садовий совок — копачкою. Велику лопату також називають грабаркою (від грабар — «землекоп»).
Діалектне шуфля походить від нім. Schaufel, яке має прагерманське походження.

## Історія
Попередником лопати була палиця-копачка зі загостреним кінцем, яку наші предки застосовували для риття ям. Згодом робочу частину палиці стали робити ширшою за держак, що призвело до появи першої лопати. Про це свідчить етимологія її назви в слов'янських мовах. Спочатку лопати виготовлялися із дерева, потім їх стали оковувати залізом, пізніше з'явились лопати з повністю залізною робочою частиною (клинком). Різноманітні потреби людини спричинили з'явлення кількох різновидів лопат.

## Будова лопати

Типова конструкція лопати.

Лопата зазвичай складається з полотна (штика), тулійки і держака. На держаку може бути рукоять.
- Полотно — може бути зробленим з цільного металевого листу або перфорованого (з отворами). В останньому разі вага лопати значно менша, отже, працювати з нею легше, особливо це важливо при роботі на глинистому, липкому ґрунті. Проте, міцність перфорованої лопати трохи менша, ніж у суцільної. Недорогі штикові лопати виготовляються зі сталі марки БСт 5, БСтб, 10, 15, 20, 45, 50. Лопати із звичайної сталі уразливі до корозії. Такі лопати рекомендується чистити від іржі металевою щіткою, а щоб вони не покривалися жовтогарячим нальотом — змащувати періодично, наприклад, солідолом. Дорожчі лопати покриваються полімерними речовинами або цинкуються. Випускаються лопати із нержавкої сталі, а також титанові, які до того ж ще неймовірно легкі. Полотно копальної лопати часто має ступа́к — вузький відігнутий бортик, на який наступають під час копання[8]. Шар землі в глибину, який можна захопити полотном лопати, називають «штих» або «штик»[9][10].
- Тулійка — слугує для з'єднання полотна з держаком. Може бути зробленою одним цілим з полотном, а може кріпитися до нього заклепками. Для кріплення держака іноді споряджується обтискним кільцем.
- Руків'я (також лопатилно,  держак) лопати зазнає значних навантажень під час роботи. Від його якості та характеристик залежить кількість зусиль, які треба прикладати робітнику для розкопування або розчищення території. Держак може бути зроблений зі деревини, металевої труби або спеціального міцного пластику. Дерев'яні держаки роблять із клену, ясену, берези, горіху, ялини, сосни. Головна умова — відсутність сучків по всій довжині заготови. Якісні держаки обробляють шкуркою, потім полірують. Для захисту від вологи дерев'яні держаки зазвичай лакуються, хоча це не рекомендується, бо лаковані держаки ковзають у руках. Держак совкових і універсальних лопат дуже часто на кінці споряджений обертовим руків'ям, зазвичай розташованим під кутом 90° до держака. Це дозволяє рівномірно розподіляти навантаження під час виконання робіт. Пластиковий держак легший за металевий та дерев'яний, але він має недоліки: гнеться при навантаженні, за низької температури підвищується його ламкість[11].

Щодо держака лопати колись вживалося слово «лопати́лно», держак заступа називають ще «заступи́лно».

## Різновиди лопат

### Штикові лопати
Штикова лопата (також відома як «заступ», заст. «рискаль», «штик») — лопата з плоским полотном («штиком»), площина якого знаходиться на одній прямій з віссю держака.
- Штикова загострена лопата — плоска, загостреної форми, використовується переважно для копання, має пряме лезо, часто загострене.
- Зачисна лопата — різновид заступа, відрізняється від неї рівним (горизонтально-квадратним) різальним краєм. Найбільш широке застосування знайшла в археології, для зачищення площі розкопу, від чого і отримала свою назву[14]. Для даних робіт вона набагато зручніша за штикову лопату з кутовим різальним краєм.

### Будівельні лопати
- Копальна гострокінцева лопата — загострений заступ, який уживається у будівництві. Держак прикріплено до полотна прямо.
- Копальна прямокутна лопата — аналогічна зачисній, має форму трапеції, розширюється у напрямі до робочого краю. Держак прикріплено до полотна прямо.
- Підбиральна лопата — совкова лопата, має закруглений робочий край. Держак прикріплено під кутом 35°.
- Підбиральна гранована лопата — совкова лопата з гранями на наступі та тулійці, має півовальну форму. Держак прикріплено під кутом 35°.
- Розчинова лопата має вигляд трапеції, розширюється у напрямі робочого краю, по краях має бортики. Держак прикріплено під кутом 35°[15]. Використовується для робіт з будівельним розчином.

### Вантажно-розвантажувальні лопати
- Совкова лопата (совок, шуфля) — використовується переважно для підбирання сипучих матеріалів з ґрунту, має вигнуте під кутом близько 30° лезо. Завдяки загнутим бортам і розташуванню під невеличким кутом держака вона чудово підходить для того, щоб брати значні обсяги сипких матеріалів та ґрунту.
  - Совкова піскова лопата має прямокутну форму, держак прикріплено під кутом 35°. Використовується для піску, щебеню, асфальту.
  - Совкова зернова лопата розширюється у напрямі робочого краю, має три ребра на полотні. Прикріплюється до держака під кутом 27°.
- Вугільна лопата — використовується для завантаження вугілля. Полотно лопати може розширятися у напрямі робочого краю, а може також мати півовальну форму. Полотно має три вигнутих ребра. Держак прикріплено під кутом 40°
- Порідна лопата має серцеподібну форму. Держак прикріплено під кутом 25°
- Гірничорудна лопата має форму загостреної штикової лопати, держак прикріплено під кутом 30°.
- Металургійна лопата має незвичайну форму полотна, схожу з профілем дзбана або вази. Держак прикріплено під кутом 38°[15][14]

До вантажно-розвантажувальних лопат відносять також лопати для снігу.

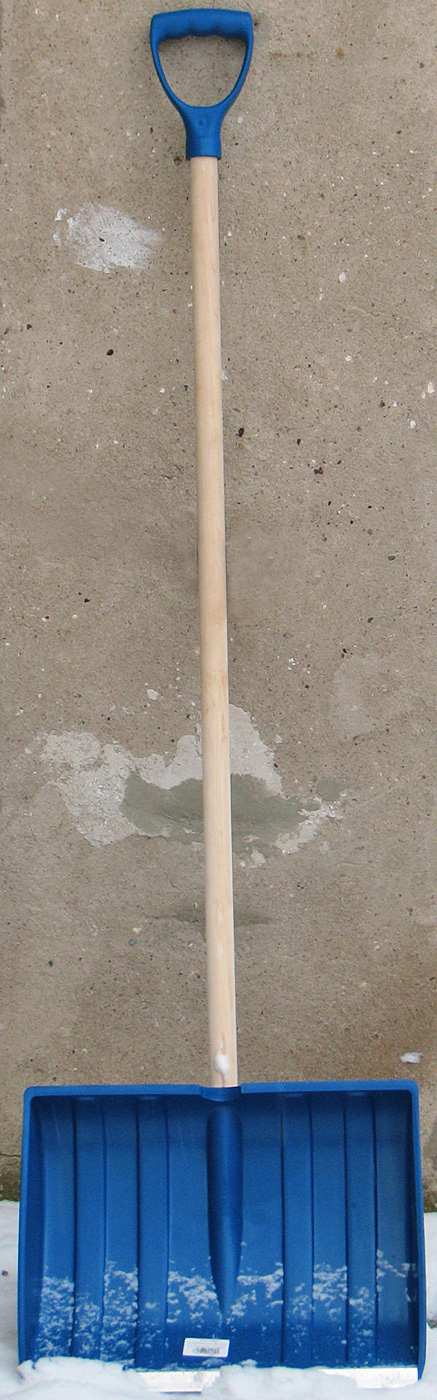
Снігова лопата

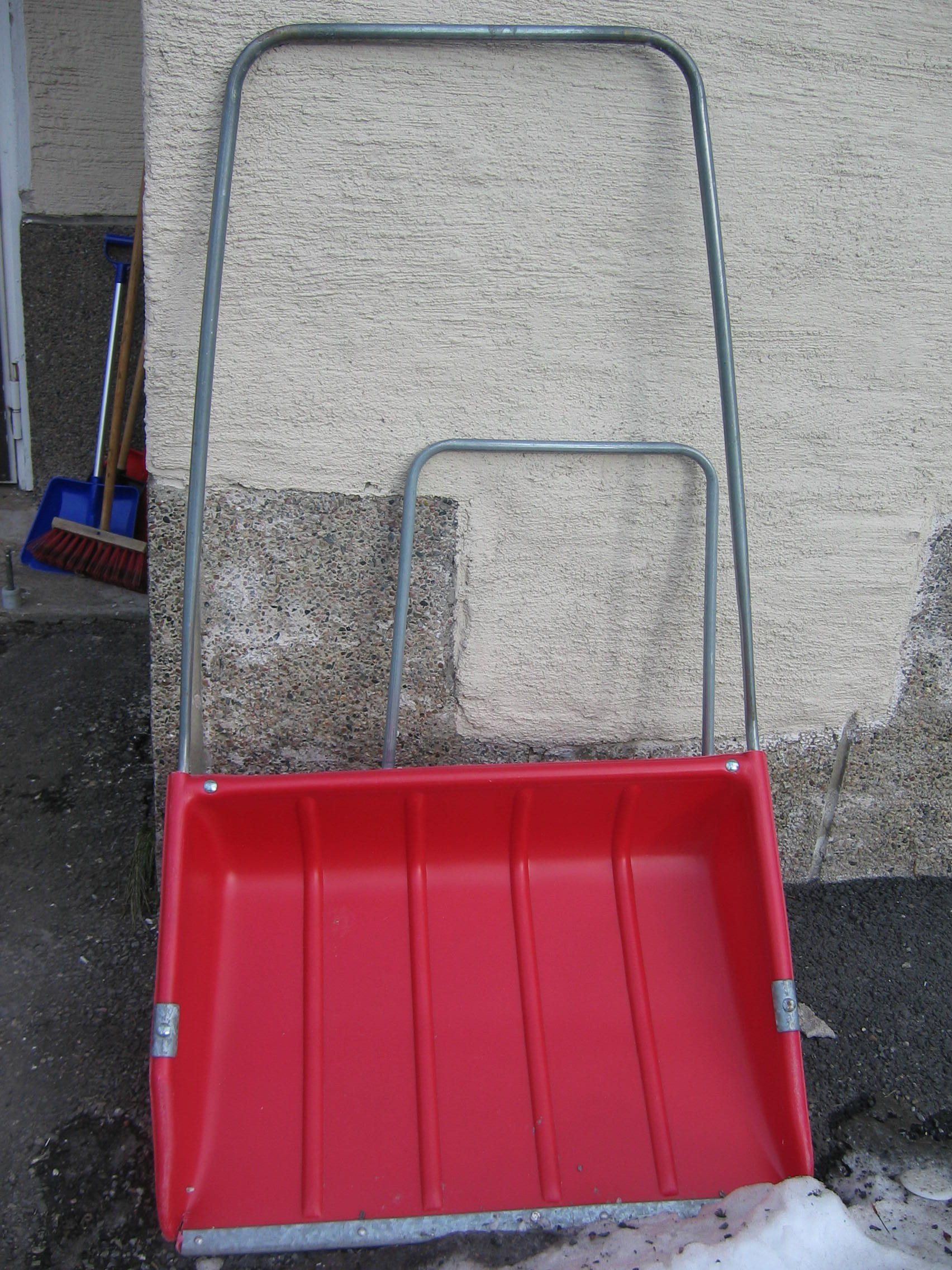
Широка снігова лопата (волокуша)

### Лопати для снігу
- Лопата для прибирання снігу — за формою та конструкцією схожа з совковою, але має більшу площу. Загнуті краї полегшують прибирання снігу. Для зменшення ваги полотно лопати робиться з пластику або алюмінію.
  - Лопата-волокуша. Окрім звичайних снігових лопат існують ще лопати з широким полотном, якими згребають сніг, як відвалом («лопати-волокуші»). Держак звичайної снігової лопати — як у совкової, широкої — вигляді літери «П». Окрім прибирання снігу, може використовуватися як звичайна совкова лопата для різних сипких вантажів. Також існують спрощені варіанти снігових лопат у вигляді листа заліза або фанери на дерев'яному або металевому держаку[11][14].
- Лавинна лопата використовується для врятування людей у снігових лавинах. Лавинні лопати являють собою широкі та легкі совкові лопати з коротким держаком (який часто робиться складаним (телескопічним) — для зручності носіння та кріплення до рюкзака). Полотно такої лопати зазвичай виготовляється зі алюмінію або міцного полікарбонату.

### Садово-городні лопати
- Перекопувальна садова лопата — зі загостреним кінцем, ступак може бути вигнутий вперед. Держак прикріплено під кутом 10°. Застосовується для скопування ділянки.
- Викопувальна садова лопата — з прямокутним полотном. Держак прикріплено під кутом 10°.
- Універсальна садова лопата — може замінити й штикову і совкову лопати. Має як загострений, так і закруглений робочий край, також може розширюватися у напрямі до нього. Споряджена невеличкими бортиками. Держак прикріплено під кутом 10°[15].
- Ірландська лопата (лой) — примітивна лопата з вузьким (7,5 см) полотном та однобічним ступаком, яка була в ужитку в Ірландії.

### Армійські лопати
- Піхотна (окопна) лопата — часто неправильно зоветься саперною. У збройних силах СНД уживається мала піхотна лопата (МПЛ), яка являє собою зменшений варіант штикової загостреної лопати з п'ятикутним полотном без ступака та дерев'яним держаком. Піхотна лопата західних армій зазвичай зроблена з легких сплавів, має D- подібне руків'я на кінці держака, як правило, її роблять розбірно-складаною.

- Саперна лопата (також велика саперна лопата) — возимий шанцевий інструмент, призначений для самоокопування та інших земляних робіт.

### Туристичні лопати
Туристичні лопати часто роблять складаними, споряджаються чохлом для зберігання та перенесення. Іноді такі лопати споряджені різними корисними приладами, інструментами: мотикою, сокирою, багром, викруткою, консервним ножем та ін.

### Складані лопати
Складаними роблять як деякі військові піхотні лопатки, так і туристські.

### Комбіновані лопати
Комбіновані лопати — це лопати з різноманітними додатковими пристроями, які призначені для спеціальних робіт або для полегшення звичайної роботи лопатою.

### Хлібна лопата
Хлібна лопата — прямокутна або овальна дошка на довгому дерев'яному руків'ї для садіння хлібів і пирогів у піч і діставання їх звідти. Різновидом хлібної лопати є лопата для піци. Хлібні лопати повністю робилися з дерева. Сучасні лопати для піци виготовляються як із дерева, так з алюмінію.

## Бойові лопати
Окрім свого основного господарського призначення, лопата може також слуговати зброєю. Конструкція малої піхотної лопати передбачає її використовування як зброї рублячої дії в рукопашній сутичці. Існували також різновиди лопат, основним призначенням яких було використовування в бою.

## Лопата у геральдиці
Лопата як геральдичний символ, активно стала використовуватися у XIX ст. на гербах міст промислових країн Європи. На таких гербах лопата показувала, що населення промишляє земляними роботами, добуває корисні копалини або на те, що населений пункт стоїть поруч штучної земляної споруди (каналу, кар'єру, земляного насипу, греблі). Також зображення лопати присутнє на гербах багатьох країн, де основна частка господарства відводиться рільництву (Панама, Ліберія).
На гербі російського міста Красноярська лев тримає у правій лапі лопату.

## Приказки, мовні звороти
- Борода лопатою — широка борода, формою схожа на лопату.
- Лопата влізе — про що-небудь дуже велике, широке.
- Мов на лопаті вивіз — про що-небудь зроблене недоладно, невправно.
- Лопатою горнути — дуже багато чого-небудь.
- Як лопатою класти — дуже поволі, не поспішаючи.
- Язик як лопата — людина, що розповідає чужі таємниці; балакуча людина. Синонімічним є фразеологізм «язик як помело».

## Галерея

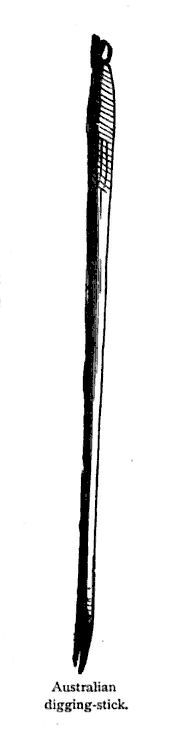
Предок лопати — палиця-копачка
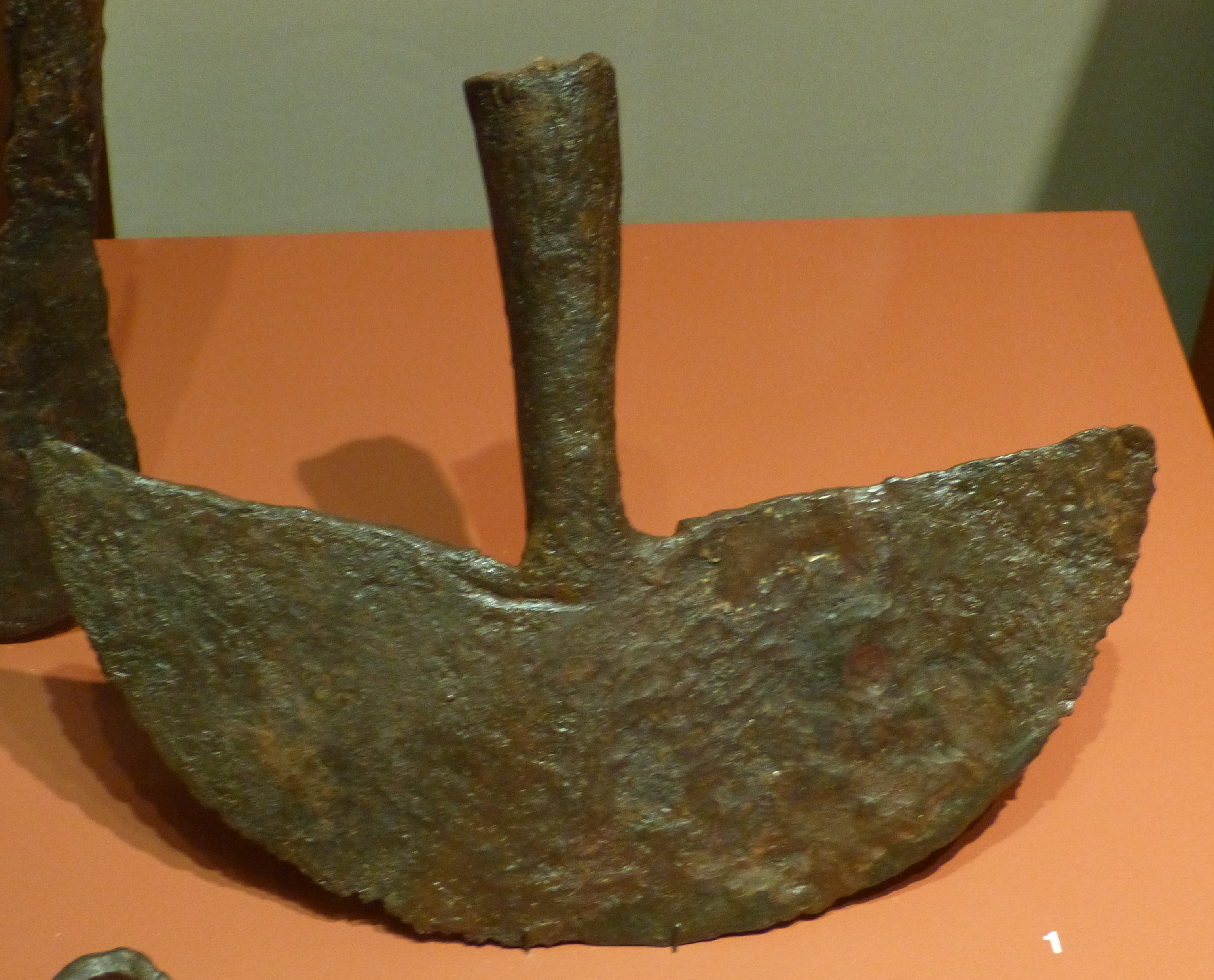
Давньоримська військова лопата
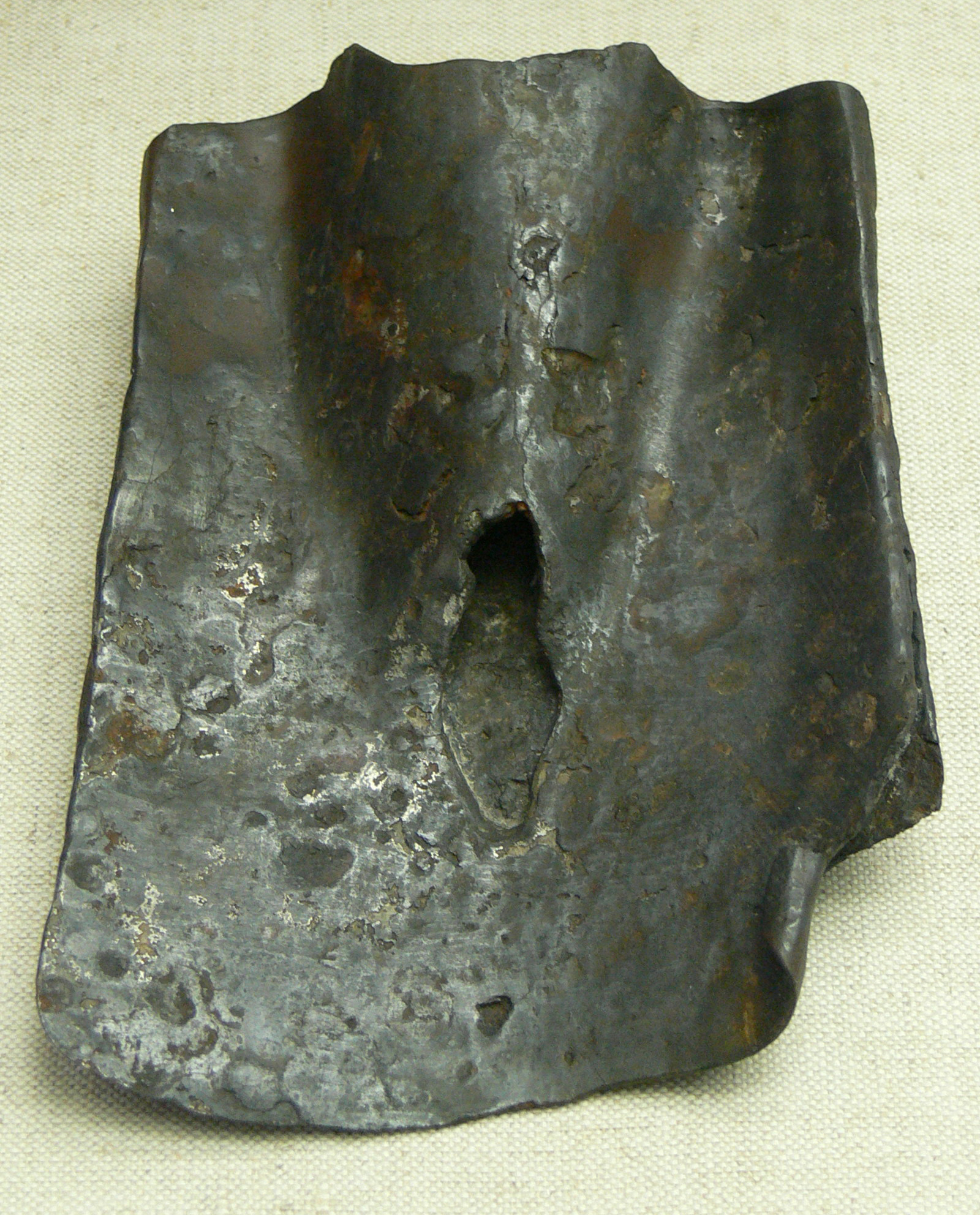
Давньоримська військова лопата
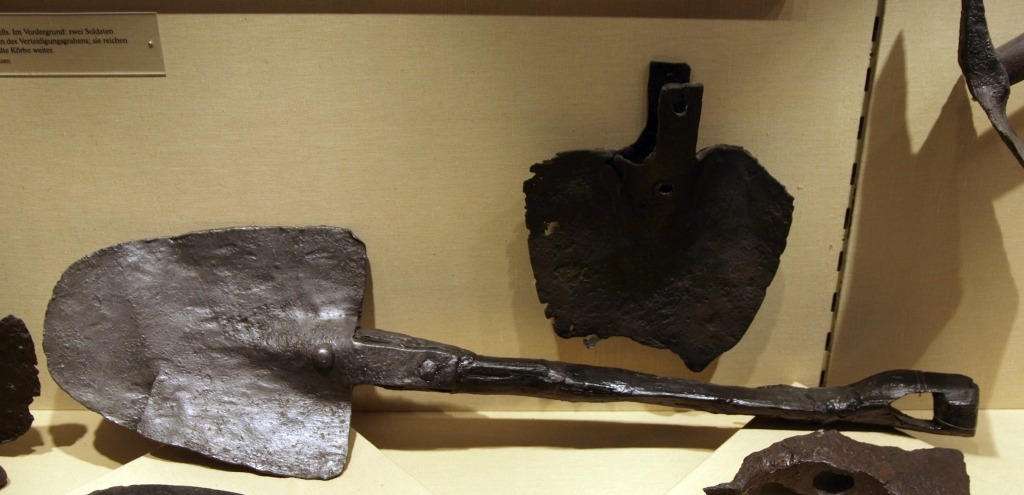
Давньоримська залізна лопата
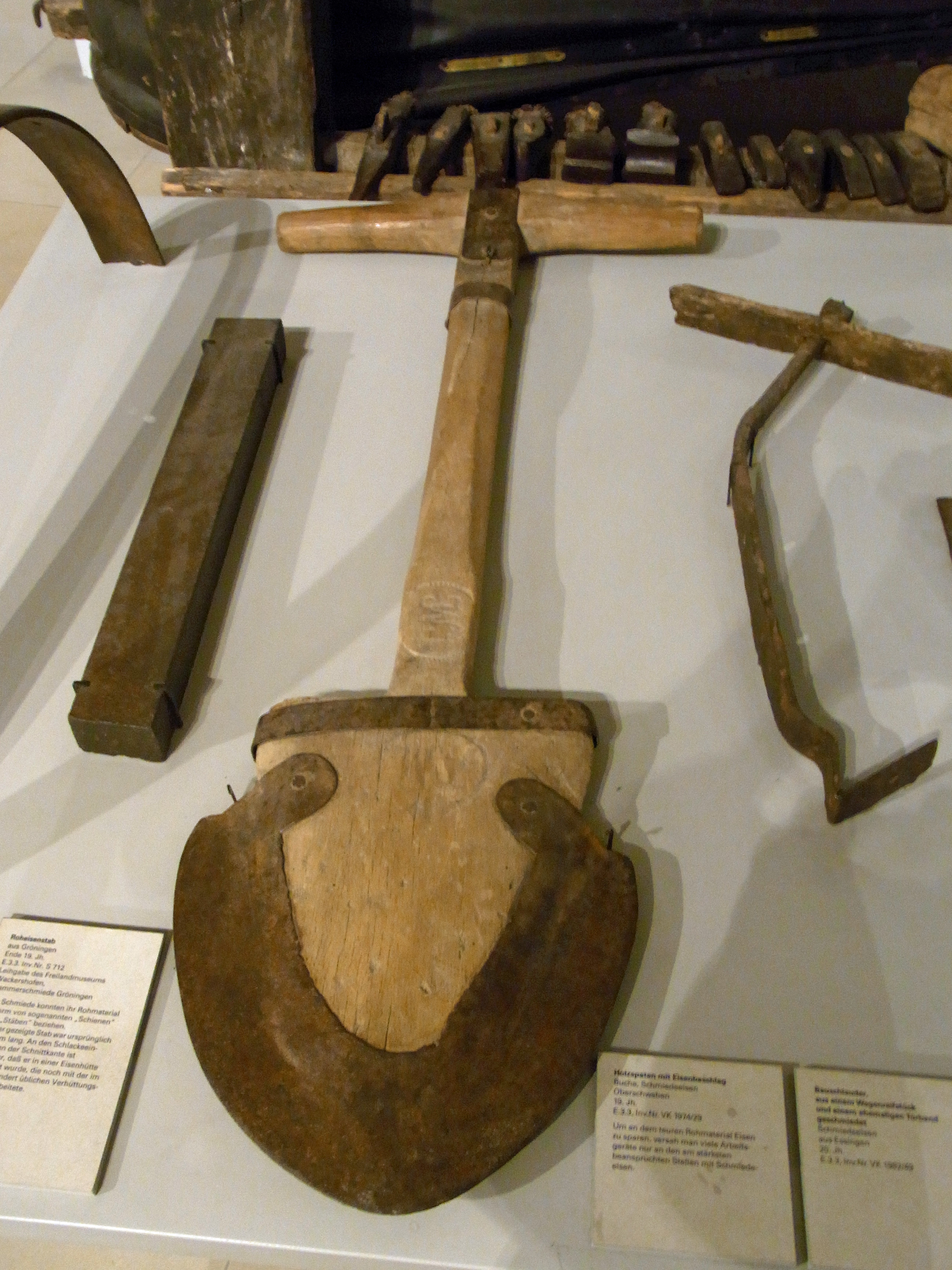
Дерев'яна лопата з металевим наконечником. Музей народного побуту у Вюртемберзі, Німеччина
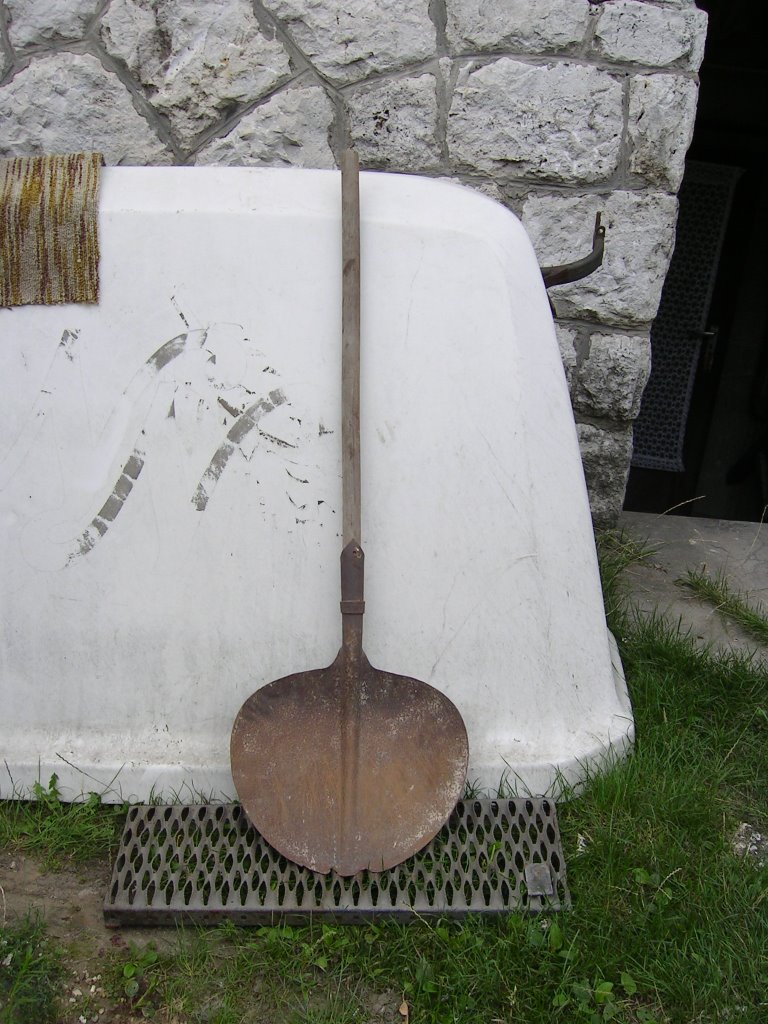
Порідна лопата (Угорщина)
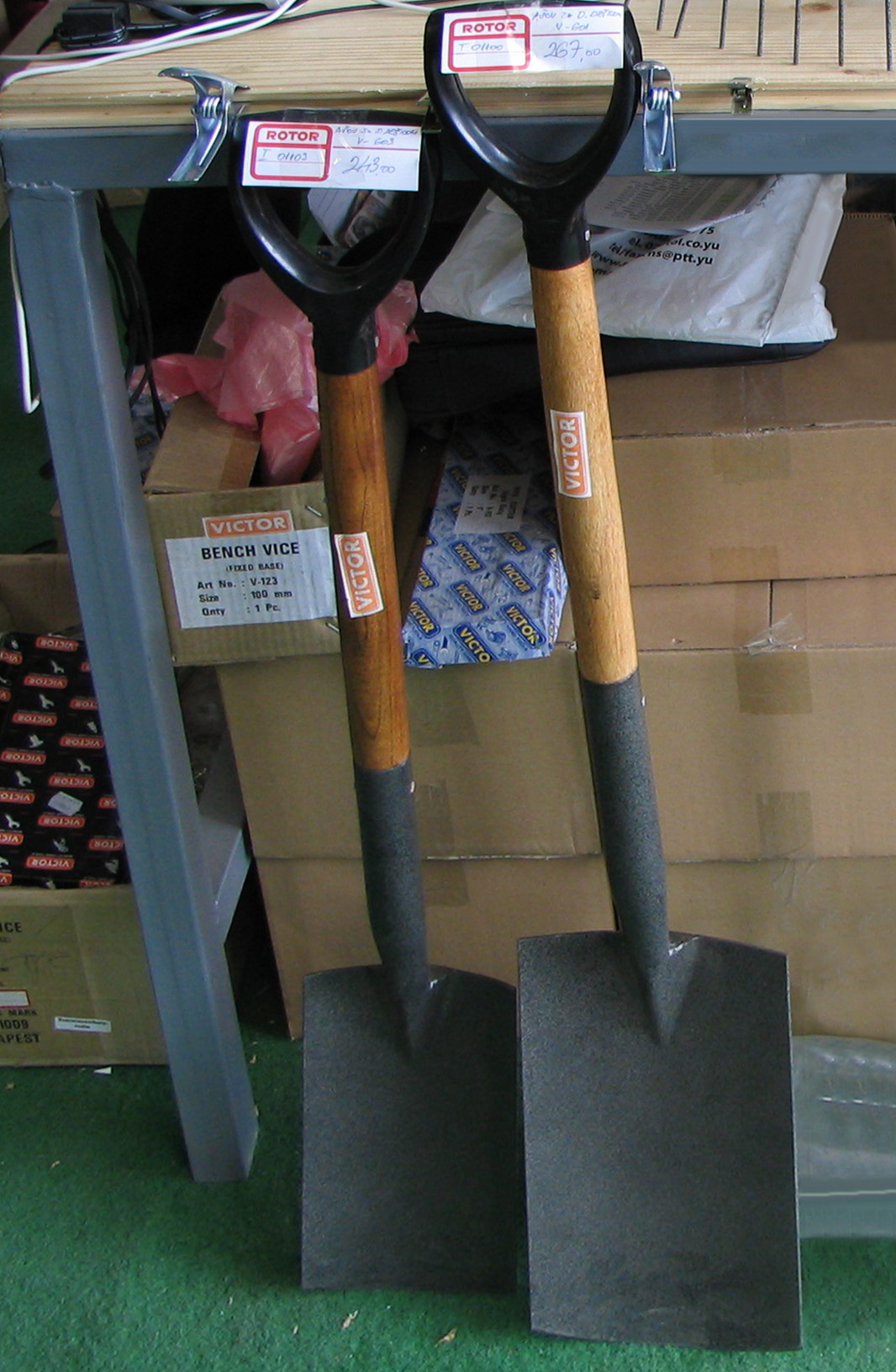
Садові універсальні лопати
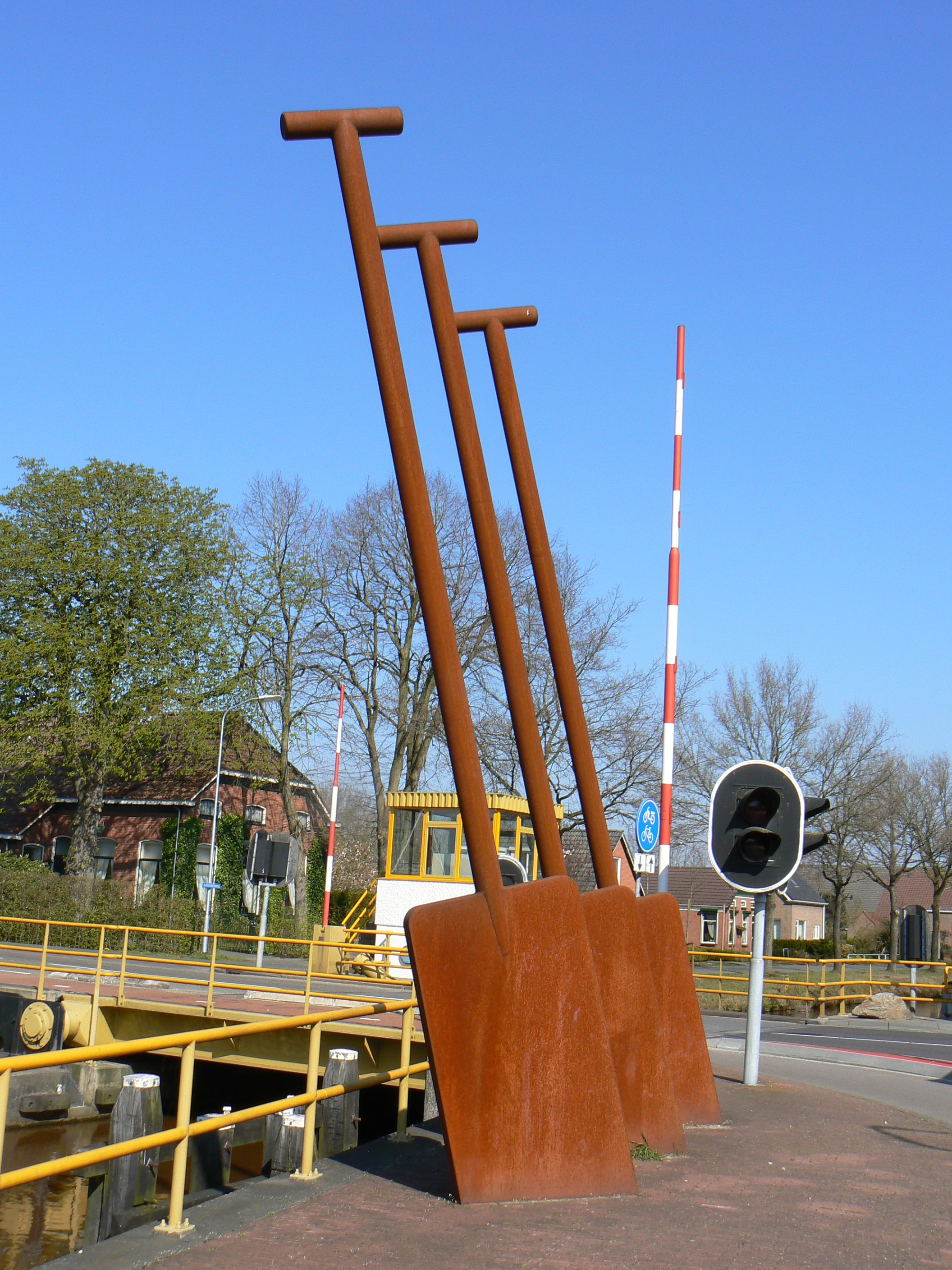
Лопати. Скульптура у Тер Апельканаалі (Нідерланди)
Герб комуни Грабен (Швейцарія)
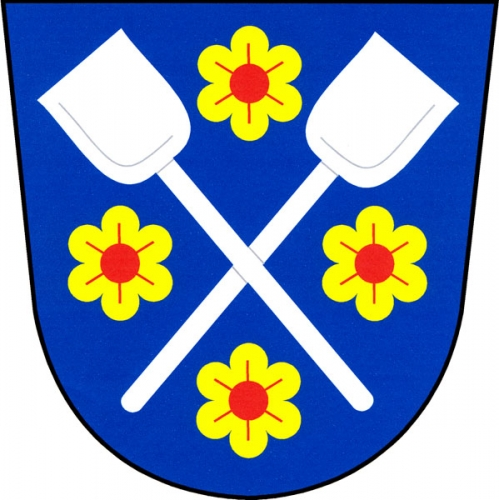
Герб округу Сватослав, район Тршебич (Чехія)
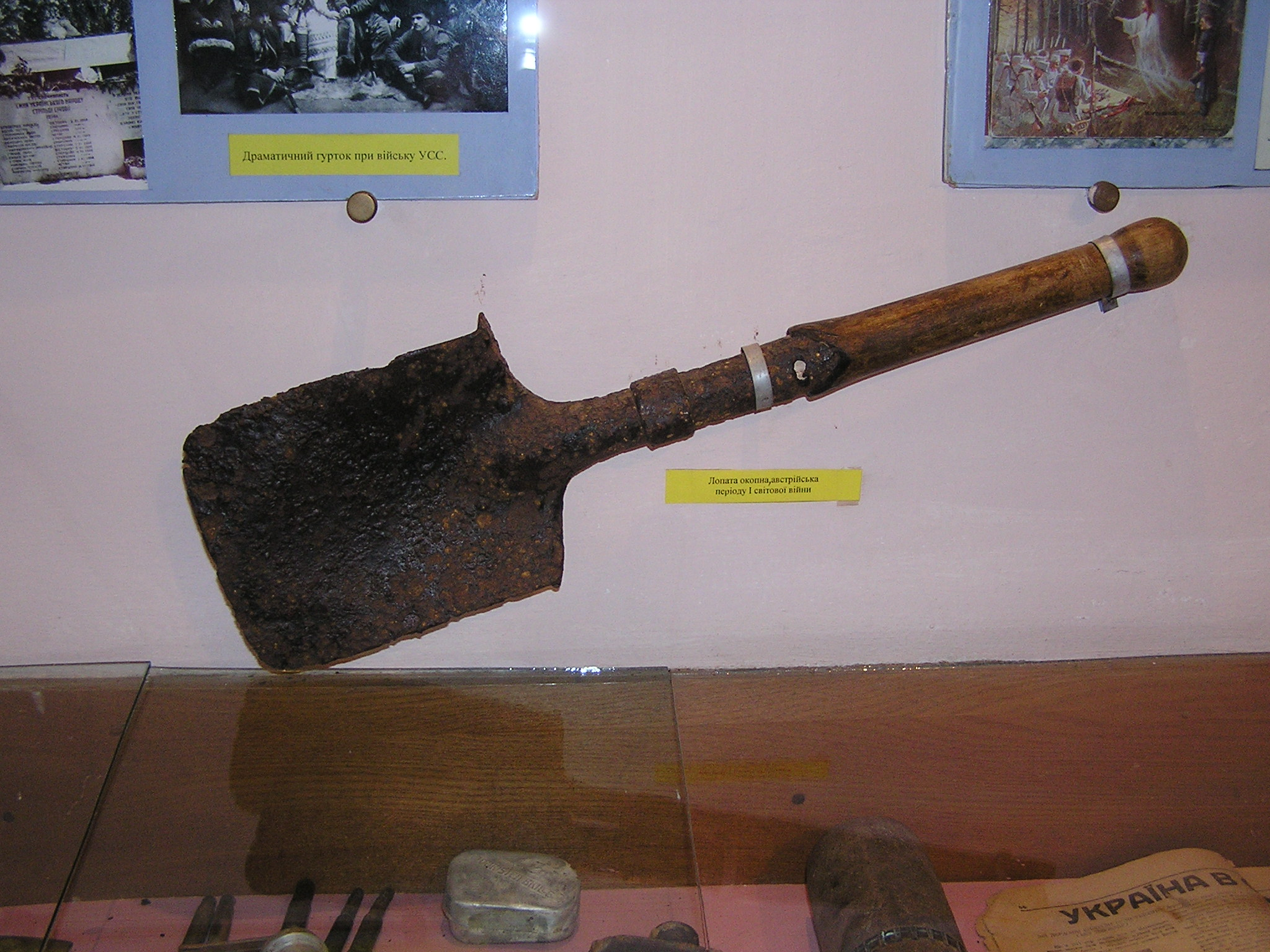
Лопата окопна, австрійська періоду І Світової війни, експонат музею історії Трускавця
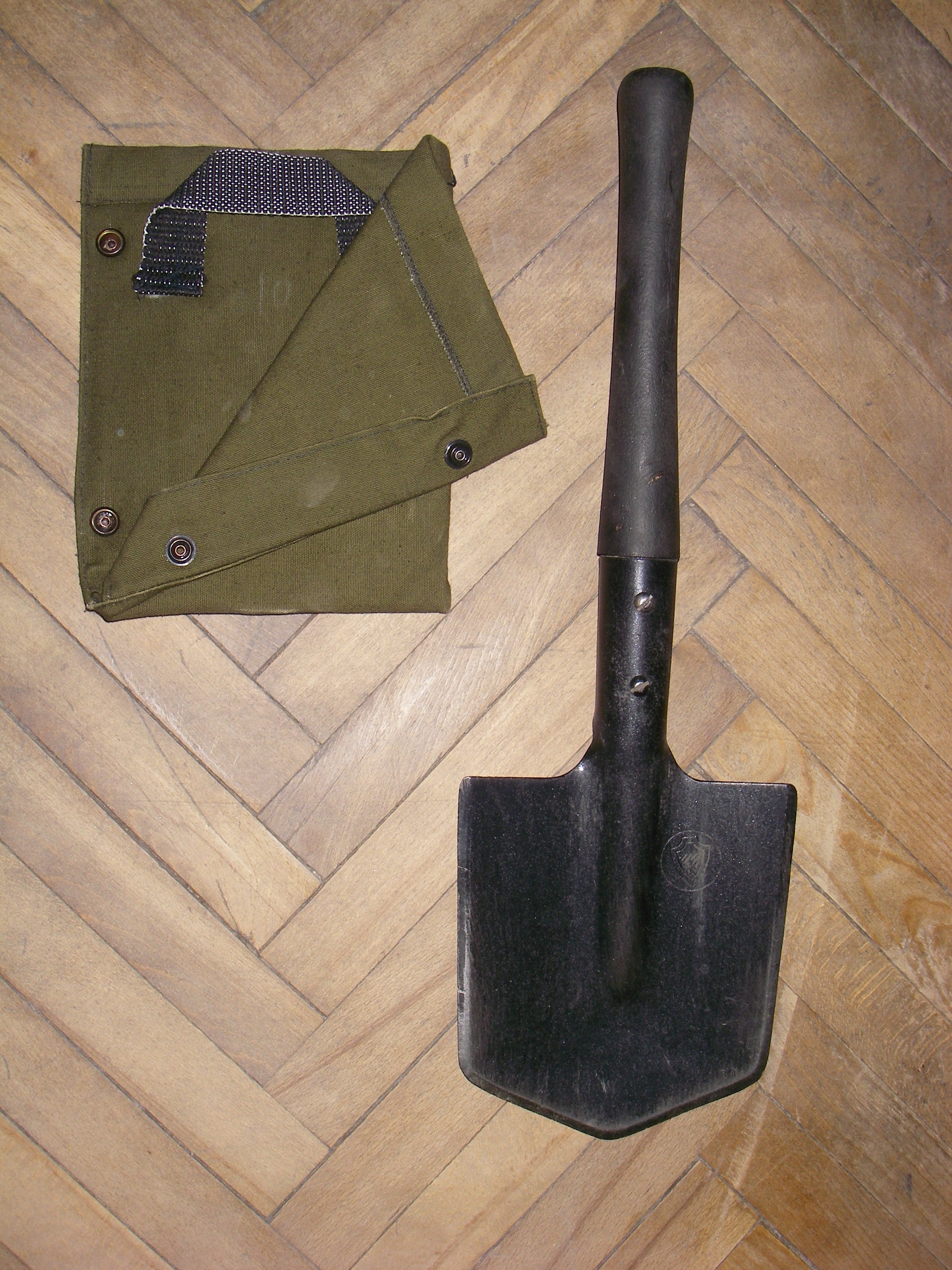
Піхотна лопатка
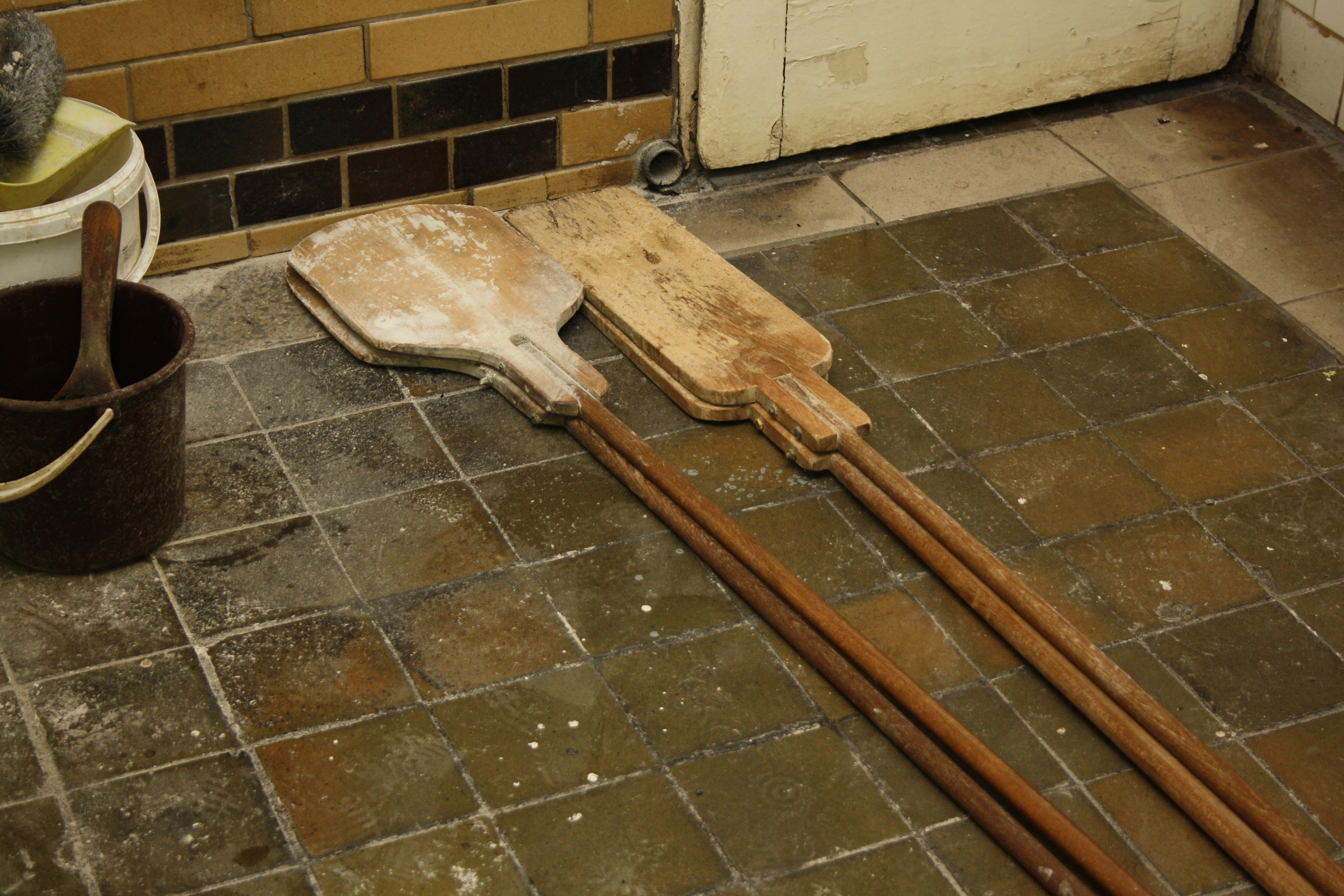
Хлібні лопати (Чехія)
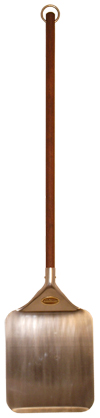
Хлібна лопата для піци